# Panteão da Casa de Bragança

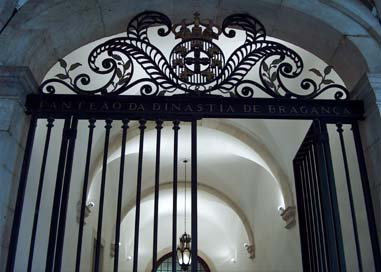
Portal des Panteão

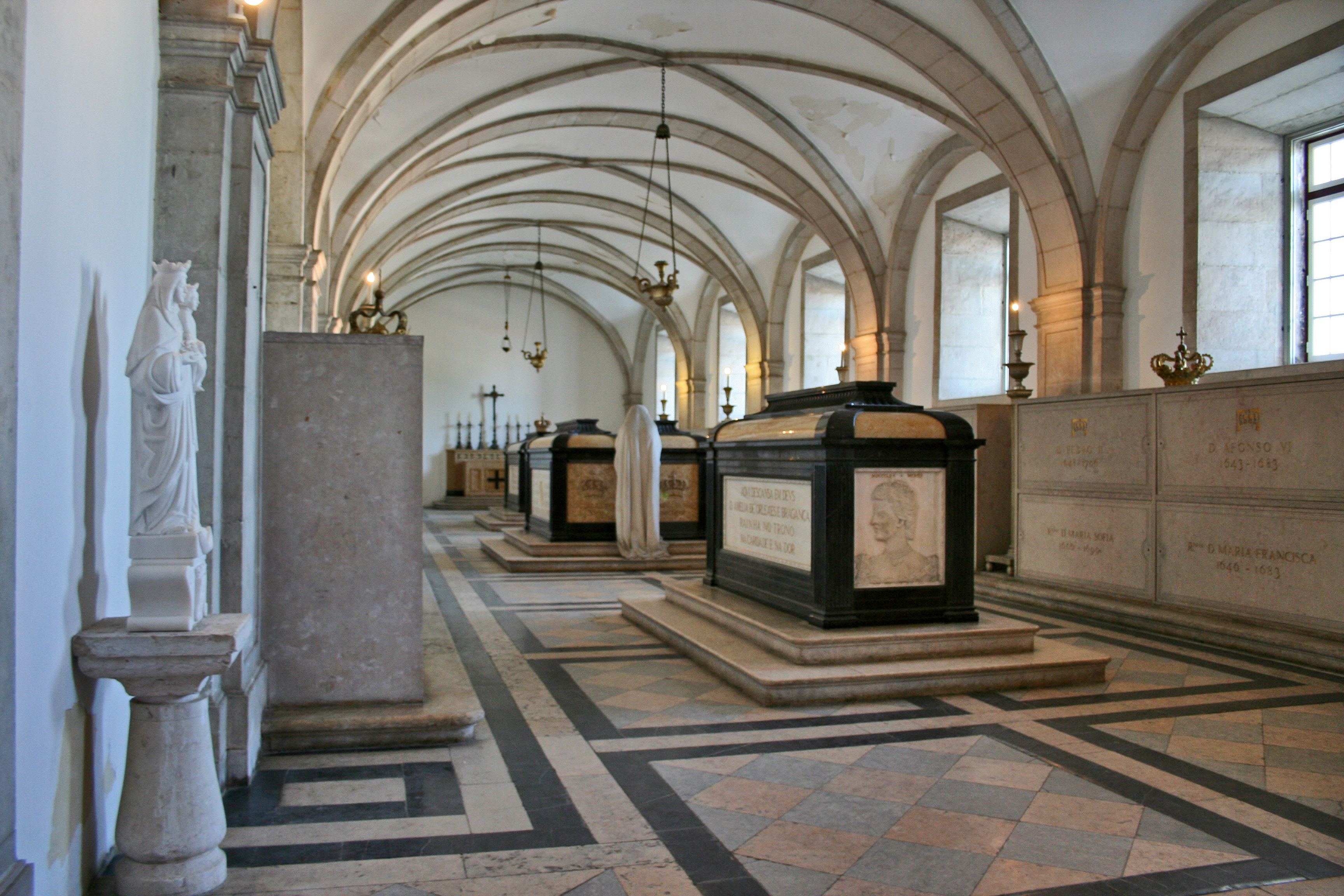
Im Innenraum

Der Panteão da Casa de Bragança im Kloster São Vicente de Fora in Lissabon ist die Grablege des Hauses Braganza, das von 1640 bis 1853 die Könige von Portugal und von 1822 bis 1889 auch die Kaiser von Brasilien stellte.

## Geschichte
König Ferdinand II. (Dom Fernando II) ordnete 1855 die Umbettung seiner Vorfahren, die zuvor in einem kleinen Anbau beim Hauptaltar der Klosterkirche von São Vicente bestattet worden waren, an. Für das neue Pantheon wurde das ehemalige Refektorium des Klosters als Grabstätte adaptiert.

## Beschreibung
Im Panteão da Casa de Bragança sind die Steinsärge an den Seitenwänden aufgereiht. Die der Regenten sind mit einer Krone geschmückt. An den Seiten finden sich in goldenen Lettern die Namen und Titel der hier ruhenden Toten.
Vier Sarkophage, darunter die von Raul Lino geschaffenen marmornen Grabstätten des 1908 ermordeten Königs Karl I. und seines mit ihm gestorbenen Sohnes Prinz Ludwig Philipp, stehen in der Mitte des Saales.
Die sterblichen Überreste von König Peter IV., der auch Kaiser von Brasilien war, wurden 1972 in das Monumento do Ipiranga in São Paulo überführt.
Im Korridor zum Pantheon sind mit königlicher Erlaubnis der 1. Herzog von Terceira mit seiner Gemahlin sowie der 1. Herzog von Saldanha bestattet. Die beiden Premierminister von Portugal galten als die bedeutendsten Staatsmänner ihrer Zeit.

## Gräber
Folgende Familienmitglieder liegen hier begraben:
1. Infantin Ana (21. Januar 1635 – 21. Januar 1635) –  (Tochter von König Johann IV.)
2. Infant Teodosio (8. Februar 1634 – 15. Mai 1653) –  (Sohn von König Johann IV.)
3. Infantin Joana (18. September 1636 – 17. November 1653) –  (Tochter von König Johann IV.)
4. Johann IV., König von Portugal (18. März 1604 – 6. November 1656)
5. Luisa von Guzmán, Königin von Portugal (13. Oktober 1613 – 27. Februar 1666) –  (Gemahlin von König Johann IV.)
6. Infant João (30. August 1688 – 17. September 1688) –  (Sohn von König Peter II.)
7. Infantin Isabel (6. Januar 1669 – 21. Oktober 1690) –  (Tochter von König Peter II.)
8. Infantin Fransisca (30. Januar 1694–1694) –  (Tochter von König Peter II.)
9. Marie Sophie von der Pfalz, Königin von Portugal (6. August 1666 – 4. August 1699) – (Gemahlin von König Peter II.)
10. Infantin Teresa Maria (24. Februar 1696 – 16. Februar 1704) –  (Tochter von König Peter II.)
11. Peter II., König von Portugal (26. April 1648 – 9. Dezember 1706)
12. Infant Pedro (29. Oktober 1712 – 19. Oktober 1714) –  (Sohn von König Johann V.)
13. Infant Alexandre (24. September 1723 – 2. August 1728) –  (Sohn von König Johann V.)
14. Infant Carlos (2. Mai 1716 – 30. März 1736) –  (Sohn von König Johann V.)
15. Infant Francisco (25. Mai 1691 – 21. Juli 1742) –  (Sohn von König Peter II.)
16. Johann V., König von Portugal (22. Oktober 1689–31. Juli 1750)
17. Maria Anna von Österreich, Königin von Portugal (7. September 1693 – 14. August 1754) –  (Gemahlin von König Johann V.)
18. Infant João (20. Oktober 1762 – 20. Oktober 1762) –  (Sohn von König Peter III.)
19. Infantin Fransisca (30. Januar 1699 – 15. Juli 1766) –  (Tochter von König Peter II.)
20. Infant Manuel (3. August 1697 – 3. August 1766) –  (Sohn von König Peter II.)
21. Infantin Maria Francisca (21. September 1739 – 14. Januar 1771) –  (Tochter von König Joseph I.)
22. Infantin Maria Clementina (9. Juni 1774 – 27. Juni 1776) –  (Tochter von König Peter III.)
23. Infantin Maria Isabel (22. Dezember 1776 – 14. Januar 1777) –  (Tochter von König Peter III.)
24. Joseph I., König von Portugal (6. Juni 1714 – 24. Februar 1777)
25. Peter III., König von Portugal (5. Juli 1717 – 25. Mai 1786)
26. Infant José Francisco (20. August 1761 – 11. September 1788) –  (Sohn von König Peter III.)
27. Infant Antonio (21. März 1795 – 11. Juni 1801) –  (Sohn von König Johann VI.)
28. Infantin Maria Ana (7. Oktober 1736 – 26. Mai 1813) –  (Tochter von König Joseph I.)
29. Johann VI., König von Portugal (13. Mai 1767 – 10. März 1826)
30. Infantin Maria Francisca (25. Juni 1746 – 18. August 1829) –  (Tochter von König Joseph I.)
31. Charlotte Joachime von Spanien, Königin von Portugal (25. April 1775 – 7. Januar 1830) –  (Gemahlin von König Johann VI.)
32. Infantin Maria (25. Juni 1805 – 7. Januar 1834) –  (Tochter von König Johann VI.)
33. Auguste de Beauharnais, Herzog von Leuchtenberg (9. Dezember 1810 – 28. März 1835) (erster Gemahl von Königin Maria II. von Portugal)
34. Infantin Maria (4. Oktober 1840 – 4. Oktober 1840) –  (Tochter von Königin Maria II.)
35. Infant Leopoldo (7. Mai 1849 – 7. Mai 1849) –  (Sohn von Königin Maria II.)
36. Infantin Maria da Glória (3. Februar 1851 – 3. Februar 1851) –  (Tochter von Königin Maria II.)
37. Infant Eugenio (15. November 1853 – 15. November 1853) –  (Sohn von Königin Maria II.)
38. Maria II., Königin von Portugal (4. April 1819 – 15. November 1853) –  (Enkelin von König Johann VI.)
39. Stephanie von Hohenzollern-Sigmaringen, Königin von Portugal (15. Juli 1837 – 17. Juli 1859) –  (Gemahlin von König Peter V.)
40. Infant Fernando (23. Juli 1846 – 6. November 1861) –  (Sohn von Königin Maria II.)
41. Peter V., König von Portugal (16. September 1837 – 11. November 1861)
42. Infant João (16. März 1842 – 27. Dezember 1861) –  (Sohn von Königin Maria II.)
43. ein unbenannter Prinz (27. November 1866 – 27. November 1866) –  (Sohn von König Ludwig I.)
44. Michael I., König von Portugal (26. Oktober 1802 – 14. November 1866)
45. Infantin Isabel Maria (4. Juli 1801 – 22. April 1876) –  (Tochter von König Johann VI.)
46. Ferdinand II., König von Portugal (29. Oktober 1816 – 15. Dezember 1885) –  (zweiter Gemahl von Königin Maria II. von Portugal)
47. Infantin Maria Ana (14. Dezember 1887 – 14. Dezember 1887) –  (Tochter von König Karl I.)
48. Infant Augusto (4. November 1847 – 26. September 1889) –  (Sohn von Königin Maria II.)
49. Ludwig I., König von Portugal (31. Oktober 1838 – 19. Oktober 1889)
50. Karl I., König von Portugal (28. September 1863 – 1. Februar 1908)
51. Kronprinz Luís Filipe (21. März 1887 – 1. Februar 1908) –  (Sohn von König Karl I.)
52. Adelheid von Löwenstein-Wertheim-Rosenberg (3. April 1831 – 16. Dezember 1909) –  (zweite Gemahlin von König Michael I.)
53. Infant Afonso (31. Juli 1865 – 21. Februar 1920) –  (Sohn von König Ludwig I.)
54. Manuel II., König von Portugal (15. November 1889 – 2. Juli 1932)
55. Amélie von Orléans, Königin von Portugal (28. September 1865 – 25. Oktober 1951) –  (Gemahlin von König Karl I.)

Siehe auch: Grabstätten europäischer Monarchen